# 拉乌尔二世·索雷斯
拉乌尔二世(Raoul II)也叫索雷斯(Sores)或德斯特雷(d'Estrée)，1270年被授于法国元帅，在1270年他带6个骑士跟随路易九世的第八次十字军东征非洲，在赫里克(Héric)元帅死于突尼斯围攻战后，拉乌尔上升到了元帅。
议会(Parlement)登记册上的纪录，他的逝世在1282年。